# Ajuchitlán del Progreso
Ajuchitlán del Progreso, é uma cidade do estado de Guerrero, no México.